# Верхнеблаговещенское
Верхнеблагове́щенское — село в Благовещенском районе Амурской области, Россия.
Входит в Чигиринский сельсовет.

## География
Село Верхнеблаговещенское — спутник города Благовещенск.
Село Верхнеблаговещенское стоит на левом берегу реки Амур, выше областного центра.

## Население
| 2002 | 2010 | 2012 | 2013 | 2014 | 2015 | 2016 |
| ---- | ---- | ---- | ---- | ---- | ---- | ---- |
| 569  | ↗679 | ↗686 | ↗694 | ↗697 | ↘682 | ↗684 |
| 2017 | 2018 |      |      |      |      |      |
| ↗703 | →703 |      |      |      |      |      |

## Инфраструктура
- Российско-китайская граница.
- Между селом Верхнеблаговещенское и городом Благовещенск находятся садоводческие участки благовещенцев.